# Madraça Kukeldash (Bucara)

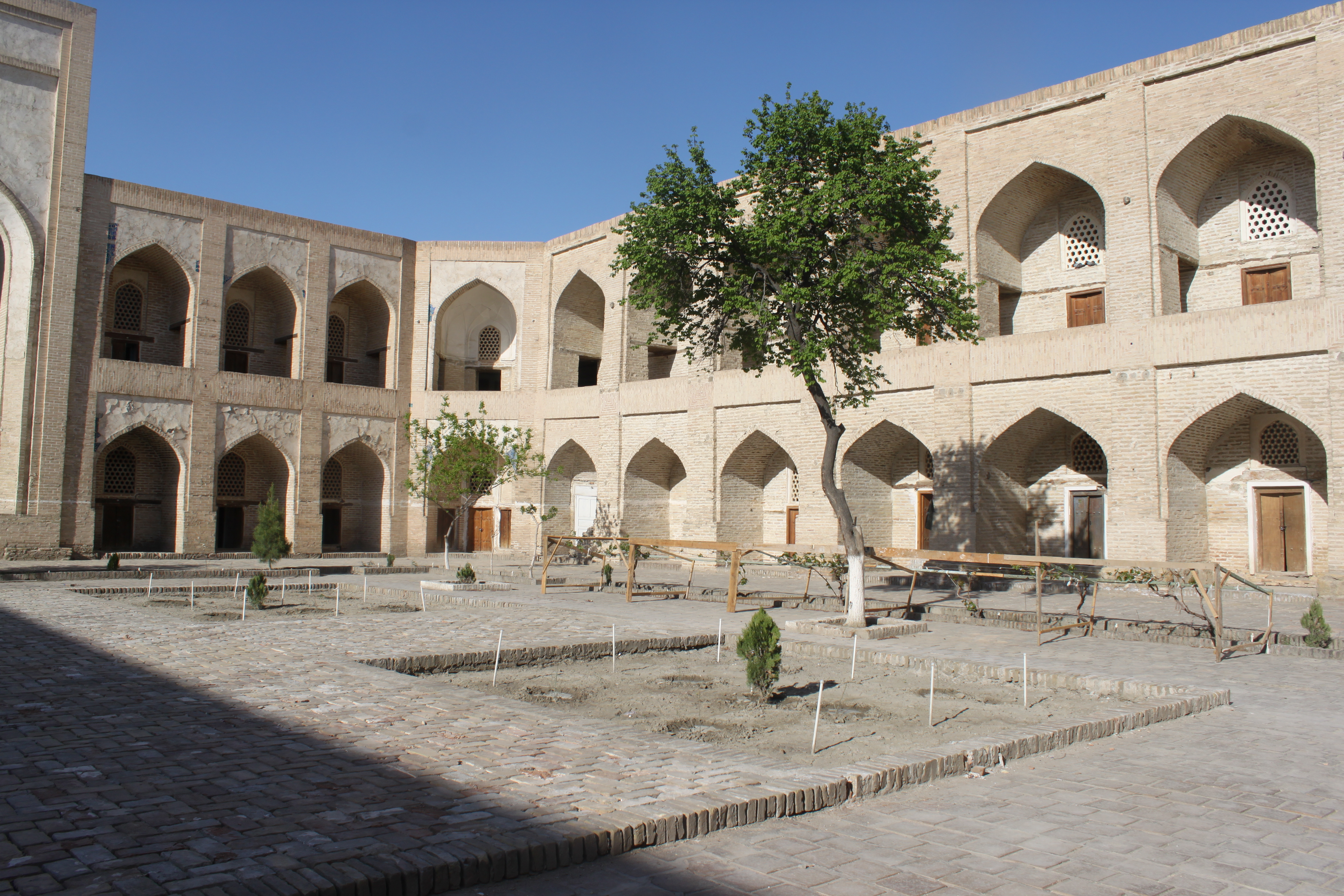
Pátio interior

A Madraça Kukeldash (em usbeque: Koʻkaldosh madrasasi) é uma madraça (escola islâmica) no centro histórico de Bucara, um sítio classificado como Património Mundial pela UNESCO no Usbequistão. Juntamente com o khanqa (albergue para sufis itinerantes) de Nadir Divanbegui e a madraça de Nadir Divanbegui forma o conjunto monumental Lyab-i Hauz (também escrito Labi-Hauz, Labi Hovuz, Lyab-i Khauz e Lab-e hauz; do persa لب حوض,, que significa "junto ao lago").
É a maior madraça de Bucara e uma das maiores da Ásia Central, tendo um perímetro de 86 por 69 metros. Foi construída entre 1568 e 1569 por Qul Baba Kukeldash, um alto dignitário do cã xaibânida Abedalá Cã II.

## História
A madraça deve a sua existência, em grande medida, à expansão económica de Bucara no final do século XVI, que trouxe consigo a construção de numerosos edifícios públicos e comerciais. Nessa altura, a cidade era governada pelo líder xaibânida Abedalá Cã II, que conquistou Bucara em 1557 e depois foi o governante do Canato de Bucara até à sua morte em 1598. A ascensão ao poder de Abedalá esteve intimamente ligada a outros dois homens poderosos: o líder sufi Khwaja Sa'd al-Din Jubari e a Kukeldash, um irmão adotivo de Abedalá, que serviu como emir. Kukeldash era particularmente próximo do cã, pois a sua mãe foi ama de leite de Abedalá, o que está na origem do nome Kukeldash, que significa "irmão de leite".
Esses três homens fomentaram a criação duma extensa rua comercial, que ia desde o chamado Mercado Coberto dos Ourives" (Taq-i Zargaran, que na realidade era um mercado de têxteis), em direção a sul, passava pelo Mercado dos Chapeleiros" (Taq-i Furushan), e terminava no "Mercado dos Cambistas" (Taq-i Sarrafan), a sudeste. A maior parte da construção da avenida ocorreu entre 1562 e 1587, um período durante o qual os três homens investiram em múltiplos projetos em áreas sobrepostas. O cã e Jubari iniciaram a construção na área do Mercado dos Ourives (que pode ter antecedido outras edificações na área). Os outros dois mercados também foram provavelmente construídos pelo cã, enquanto que as áreas a sudoeste do bairro comercial foram fundadas por Jubari, que criou um novo distrito comercial centrado no Conjunto de Khoja Gaukushan, uma antiga área de matadouros. A sudeste, Kukeldash aparece ter tido um papel importante na construção de edifícios perto do Mercado dos Cambistas e na criação de infraestruturas culturais, nomeadamente a Madraça Kukeldash, que foi erigida 250 metros a nordeste do Mercado dos Cambistas. Apesar da área junto à madraça fosse provavelmente menos desenvolvida do que as principais ruas de comércio, ela teve um papel significativo na expansão para leste da cidade no século seguinte.
A visão ambiciosa de Abedalá Cã duma Bucara próspera prolongou-se para além da sua morte, apesar desta ter precipitado o fim da dinastia xaibânida. Na década seguinte ascendeu ao poder uma nova dinastia, os jânidas (ou astracânidas), sob cujo governo a cidade continuou a crescer, principalmente durante o reinado de Imã Culi Cã (r. 1611–1641), apesar do ritmo acelerado de construção a que se assistiu no fim do século XVI não se tivesse repetido.
Durante o reinado de Imã Culi Cã, o oficial superior Nadir Divanbegui criou o que atualmente é conhecido como conjunto Lyau-i Hauz, um trio de edifícios organizado segundo o princípio do kosh, que partilham uma praça central e um tanque (hauz). Nadir Divanbegui iniciou a construção dum tanque a sul da Madraça Kukeldash como um novo ponto focal urbano, erigindo nos outros dois lados da praça um khanqa (albergue para sufis itinerantes), a oeste, e uma madraça a leste. Estes dois edifícios, ambos conhecidos com o seu nome, foram construídos entre 1620 e 1623 e completaram a paisagem urbana da área atualmente ainda é muito similar.

## Arquitetura
Como a maior parte das madraças da Ásia Central, a Madraça Kukeldash tem planta retangular e um ivã monumental (portal) como entrada principal. Provavelmente o ivã era originalmente decorado com mosaicos de faiança (à semelhança da Madraça Miriárabe), que foram substituídos por tijolos de majólica, mais baratos, a seguir a um sismo devastador. A maior parte das divisões da madraça estão viradas para o interior, onde há 160 hujras (celas-dormitório dos estudantes), dispostas em dois níveis, com capacidade para alojarem 300 estudantes. As salas de aula, mesquitas e divisões auxiliares localizavam-se nos cantos e nos bordos do edifício, de forma a que a maioria das necessidades espirituais, educacionais e materiais dos estudantes pudessem ser satisfeitas sem precisarem de sair da madraça. A cada um dos cantos desta havia guldastas (torres robustas semelhantes a minaretes). Atualmente as guldastas erguem-se apenas dois andares acima do solo, pois as partes superiores, mas frágeis, há muito que se desmoronaram devido a sismos e outras calamidades. Originalmente, o telhado da madraça incluía duas cúpulas de telhas azuis, à semelhança da Madraça Miriárabe, mas essa cobertura foi retirada para ser usada noutras construções por um governante posterior.
Em meados do século XIX, a madraça causou inveja do cã de Quiva Maomé Amim Badur Cã (r. 1846–55), o que o levou a construir uma enorme madraça na parte ocidental da sua capital, imediatamente a sul do minarete Kalta Minor.